# Myrcia teresensis
Myrcia teresensis är en myrtenväxtart som beskrevs av Niclugh.. Myrcia teresensis ingår i släktet Myrcia och familjen myrtenväxter. Inga underarter finns listade i Catalogue of Life.